# Lay My Soul to Waste
Lay My Soul to Waste è il secondo album in studio del gruppo musicale statunitense A Pale Horse Named Death, pubblicato nel 2013.

## Tracce
1. Lay My Soul to Waste – 1:13
2. Shallow Grave – 5:18
3. The Needle in You – 4:16
4. In the Sleeping Death – 5:35
5. Killer by Night – 3:32
6. Growing Old – 3:32
7. Dead of Winter – 3:23
8. Devil Came with a Smile – 4:04
9. Day of the Storm – 7:40
10. DMSLT – 4:37
11. Cold Dark Mourning – 7:15

## Formazione
- Sal Abruscato - voce, chitarra, batteria
- Matt Brown - chitarra, basso